# Finnország hőmérsékleti rekordjainak listája
Finnország hőmérsékleti rekordjainak listája a Finnországban a meteorológiai mérések kezdete óta eltelt időszak kiugróan magas, illetve kiugróan alacsony hőmérsékleti értékeit tartalmazza. A listában naponkénti felbontással, hónapokra lebontva olvashatóak az adott naphoz tartozó nappali csúcshőmérsékletek és éjszakai minimum hőmérsékleti értékek. 

## Finnország hőmérsékleti rekordjainak listája

### Január
| Január |            |                      |      |            |          |    |
| Nap    | Minimum °C | Helyszín             | Év   | Maximum °C | Helyszín | Év |
| 1.     | -43,5      | Salla, Naruskajärvi  | 1982 | --         | --       | -- |
| 5.     | -41,7      | Muonio, Kirkonkylä   | 2017 | --         | --       | -- |
| 6.     | -50,4      | Salla, Naruskajärvi  | 1985 | --         | --       | -- |
| 7.     | -41,9      | Kuusamo, Kiutaköngäs | 2003 | --         | --       | -- |
| 8.     | -45,5      | Salla, Naruskajärvi  | 1987 | --         | --       | -- |
| 10.    | -35,3      | Utsjoki, Kevo        | 1992 | --         | --       | -- |
| 11.    | -40,6      | Inari, Ivalo         | 1990 | --         | --       | -- |
| 12.    | -42,0      | Alajärvi, Möksy      | 1968 | --         | --       | -- |
| 15.    | -37,2      | Utsjoki Kevo         | 1993 | --         | --       | -- |
| 20.    | -37,2      | Kittilä, Pokka       | 1993 | --         | --       | -- |
| 23.    | -44,5      | Kittilä, Pokka       | 1977 | --         | --       | -- |
| 24.    | -41,4      | Inari, Ivalo         | 1962 | --         | --       | -- |
| 25.    | -39,1      | Kittilä, Pokka       | 1984 | --         | --       | -- |
| 26.    | -40,4      | Sodankylä, Lokka     | 1964 | --         | --       | -- |
| 27.    | -45,5      | Salla, Naruskajärvi  | 1978 | --         | --       | -- |
| 28.    | -51,5      | Kittilä              | 1999 | --         | --       | -- |
| 29.    | -38,5      | Salla, Naruskajärvi  | 1991 | --         | --       | -- |

### Február
| Február |            |                         |      |            |          |    |
| Nap     | Minimum °C | Helyszín                | Év   | Maximum °C | Helyszín | Év |
| 1.      | -48,6      | Inari, Ivalo            | 1966 | --         | --       | -- |
| 4.      | -37,1      | Utsjoki Kevo, Kevojärvi | 2018 | --         | --       | -- |
| 5.      | -41,6      | Taivalkoski             | 1969 | --         | --       | -- |
| 6.      | -42,7      | Inari, Kaamanen         | 2012 | --         | --       | -- |
| 7.      | -37,6      | Inari, Sevettijärvi     | 2009 | --         | --       | -- |
| 8.      | -42,5      | Ojakylä, Pyhäjärvi      | 2001 | --         | --       | -- |
| 10.     | -41,4      | Kuusamo, Kiutaköngäs    | 1997 | --         | --       | -- |
| 11.     | -41,1      | Salla, Naruskajärvi     | 1994 | --         | --       | -- |
| 13.     | -43,2      | Salla, Naruskajärvi     | 1979 | --         | --       | -- |
| 16.     | -43,2      | Utsjoki, Kevo           | 1970 | --         | --       | -- |
| 17.     | -43,1      | Lokka, Sodankylä        | 198  | --         | --       | -- |
| 18.     | -41,8      | Salla, Naruskajärvi     | 2011 | --         | --       | -- |
| 20.     | -41,3      | Kuhmo, Kalliojoki       | 2010 | --         | --       | -- |
| 24.     | -33,7      | Kittilä, Pokka          | 2008 | --         | --       | -- |
| 28.     | -46,0      | Salla, Tuntsa           | 1971 | --         | --       | -- |

### Március
| Március |            |                |      |            |          |    |
| Nap     | Minimum °C | Helyszín       | Év   | Maximum °C | Helyszín | Év |
| 10.     | -39,7      | Salla Tunsa    | 1972 | --         | --       | -- |
| 12.     | -42,8      | Kittilä, Pokka | 1981 | --         | --       | -- |

### Június
| Június |            |          |    |            |                             |      |
| Nap    | Minimum °C | Helyszín | Év | Maximum °C | Helyszín                    | Év   |
| 6.     | --         | --       | -- | +29,7      | Salo, Kiikala repülőtér     | 2008 |
| 8.     | --         | --       | -- | +30,5      | Tuusula, Hyrylä             | 1979 |
| 10.    | --         | --       | -- | +32,8      | Ylitornio, Meltosjärvi      | 2011 |
| 15.    | --         | --       | -- | +2,5       | Kankaanpää, Niinisalo       | 1977 |
| 16.    | --         | --       | -- | +32,0      | Joensuu                     | 1998 |
| 18.    | --         | --       | -- | +32,8      | Utsjoki Kevo                | 1974 |
| 19.    | --         | --       | -- | +30,4      | Lahti, Laune                | 1968 |
| 20.    | --         | --       | -- | +32,0      | Varkaus Käpykangas          | 1966 |
| 25.    | --         | --       | -- | +29,2      | Utsjoki, Kevo               | 1990 |
| 26.    | --         | --       | -- | +32,4      | Liperi                      | 2013 |
| 27.    | --         | --       | -- | +31,5      | Lapinjärvi, Ingermanninkylä | 1986 |
| 28.    | --         | --       | -- | +33,7      | Porvoo, Emäsalo             | 2009 |

### Július
| Július |            |          |    |            |                                       |            |
| Nap    | Minimum °C | Helyszín | Év | Maximum °C | Helyszín                              | Év         |
| 1.     | --         | --       | -- | +31,5      | Kauhava lentokenttä                   | 1997       |
| 3.     | --         | --       | -- | +29,8      | Inari, Sevettijärvi                   | 2004       |
| 6.     | --         | --       | -- | +32,5      | Anjalankoski, Anjala                  | 1973       |
| 8.     | --         | --       | -- | +33,6      | Outokumpu                             | 1972       |
| 9.     | --         | --       | -- | +31,1      | Lapinjärvi, Ingermanninkylä           | 1989       |
| 10.    | --         | --       | -- | +32,3      | Kotka, Sunila                         | 1983       |
| 14.    | --         | --       | -- | +30,8      | Kemi, Tornio repülőtér                | 1961       |
| 15.    | --         | --       | -- | +33,3      | Mietoinen, Saari                      | 2003       |
| 16.    | --         | --       | -- | +32,5      | Joensuu, Vieremä, Kaarakkala          | 1999       |
| 18.    | --         | --       | -- | +33,7      | Vaasa, Klemettilä                     | 2018       |
| 19.    | --         | --       | -- | +32,4      | Inari, Sevettijärvi                   | 2000       |
| 20.    | --         | --       | -- | +32,9      | Kemi, Tornio repülőtér; Utsjoki, Kevo | 1970; 1988 |
| 21.    | --         | --       | -- | +29,0      | Utti                                  | 1965       |
| 23.    | --         | --       | -- | +29,1      | Utrsjoki, Kevo                        | 2016       |
| 28.    | --         | --       | -- | +33,3      | Jyväskylä                             | 1994       |
| 29.    | --         | --       | -- | +37,2      | Joensuu repülőtér                     | 2010       |
| 31.    | --         | --       | -- | +31,5      | Lapinjärvi, Ingermanninkylä           | 1980       |

### Augusztus
| Augusztus |            |          |    |            |                        |      |
| Nap       | Minimum °C | Helyszín | Év | Maximum °C | Helyszín               | Év   |
| 2.        | --         | --       | -- | +32,8      | Utti                   | 1963 |
| 3.        | --         | --       | -- | +31,2      | Utti                   | 1967 |
| 4.        | --         | --       | -- | +32,8      | Pori, vasútállomás     | 2014 |
| 8.        | --         | --       | -- | +32,0      | Ruotsinpyhtää, Keitala | 1975 |
| 10.       | --         | --       | -- | +30,4      | Lappeenranta           | 1985 |
| 11.       | --         | --       | -- | +32,2      | Vihti, Maasoja         | 1992 |
| 13.       | --         | --       | -- | +30,0      | Pori                   | 2002 |
| 14.       | --         | --       | -- | +30,7      | Parikkala              | 2007 |
| 21.       | --         | --       | -- | +28,2      | Utti, Koitsanlahti     | 1996 |

### December
| December |            |                      |      |            |          |    |
| Nap      | Minimum °C | Helyszín             | Év   | Maximum °C | Helyszín | Év |
| 8.       | -40,3      | Kittilä, Kaukonen    | 1973 | --         | --       | -- |
| 9.       | -39,7      | Sodankylä, Voutso    | 2013 | --         | --       | -- |
| 10.      | -40,1      | Salla, Naruskajärvi  | 1983 | --         | --       | -- |
| 19.      | -43,2      | Sodankylä, Voutso    | 1963 | --         | --       | -- |
| 20.      | -41,9      | Muonio, Alamuonio    | 1986 | --         | --       | -- |
| 22.      | -41,4      | Salla, Naruskajärvi  | 1988 | --         | --       | -- |
| 27.      | -36,5      | Kuusamo, Kiutaköngäs | 2000 | --         | --       | -- |
| 29.      | -42,0      | Kittilä, Pokka       | 1995 | --         | --       | -- |
| 31.      | -40,7      | Taivalkoski          | 2002 | --         | --       | -- |

## Kapcsolódó oldalak
- Finnország éghajlata